# Piezochaerus melzeri
Piezochaerus melzeri är en skalbaggsart som beskrevs av Jose R.M. Mermudes 2008. Piezochaerus melzeri ingår i släktet Piezochaerus och familjen långhorningar. Inga underarter finns listade i Catalogue of Life.